# Orogenèse laramienne

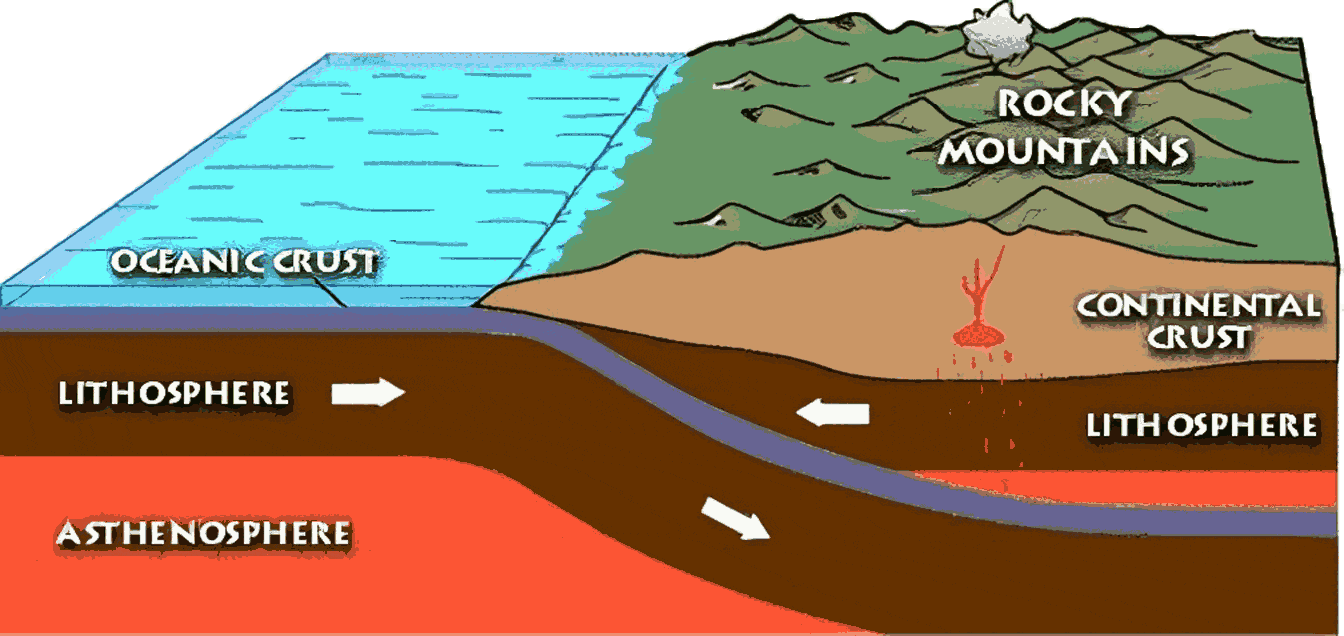
L'orogenèse laramienne a été provoquée par la subduction de la plaque Farallon sous la plaque nord-américaine.

L’orogenèse du Laramide ou orogénie laramienne est le phénomène qui a donné naissance à la plupart des montagnes de l'ouest de l’Amérique du Nord que nous connaissons de nos jours. La période débuta durant le Crétacé il y a entre 80 et 70 millions d'années pour se terminer durant le Paléogène il y a entre 55 et 35 millions d'années. La durée exacte de cette période varie selon les sources et les études ce qui explique l'imprécision des dates de début et de fin de la période.
La conséquence la plus importante de ce phénomène fut la création des montagnes Rocheuses mais d'autres montagnes en Alaska et au Mexique proviennent également de ce phénomène. À l'est, les effets se sont fait sentir jusque dans les Black Hills dans l'État du Dakota du Sud. 
La cause du phénomène est attribuée au mouvement de la plaque tectonique Farallon qui glissa sous la plaque tectonique nord-américaine.
Plus tôt l'Amérique du Nord avait déjà connu les phénomènes de l'orogenèse de Sevier et l'orogenèse du Nevada durant le Jurassique.